# Without You (versión de Mariah Carey)
«Without You» —en español: «Sin ti»— es una canción interpretada por la cantante y compositora estadounidense Mariah Carey. Se trata de una versión de la canción de Badfinger, basada en la versión de Harry Nilsson. Fue lanzada como el tercer sencillo de Music Box en el primer trimestre de 1994, con fecha de lanzamiento en Estados Unidos el 21 de enero de 1994, por Columbia Records, justo una semana después de la muerte de Nilsson, ocurrida el 15 de enero de 1994 debido a un infarto. En Estados Unidos, «Without You» se promovió como un doble lado A junto con «Never Forget You». Aunque Carey había escuchado la versión de Nilsson cuando era muy niña, su decisión de versionar su éxito surgió de una oportunidad que tuvo al escuchar la canción mientras grababa Music Box: «Escuché esa canción en un restaurante y supe que sería un éxito internacional» recuerda Carey. La interpretación de Carey ha sido considerada muy popular en programas de talento. «Without You» más tarde fue incluida en algunas ediciones fuera de Estados Unidos de sus álbumes de recopilación #1's (1998) y #1 to Infinity (2015), así como en su compilado de grandes éxitos de 2001, Greatest Hits. También formó parte de su recopilación de 2008 The Ballads.
En febrero de 2008, la versión de Carey fue interpretada en un inglés muy defectuoso por la concursante Valentina Hasan en el programa de talento búlgaro Music Idol, lo que dio lugar a un meme global denominado «Ken Lee» (una mala interpretación de la línea «Can't live»).

## Lanzamiento
«Without You» se lanzó el 21 de enero de 1994 en los Estados Unidos, donde Columbia distribuyó vinilos de 7 y 12 pulgadas, casetes, casetes maxi, CD y CD maxi. En el Reino Unido, el sello la publicó el 7 de febrero como vinilo de 7 pulgadas, casete y CD. RCA reeditó la versión de Nilsson el mismo día. Una semana después, Columbia lanzó un segundo CD en el Reino Unido. Sony Music Japan publicó un mini CD en ese país el 21 de febrero.

## Recepción

### Comercial
«Without You» alcanzó el número tres en el Billboard Hot 100 de Estados Unidos durante seis semanas, permaneciendo 21 semanas en el top 40 y 23 en la lista general. Ocupó el número dos tanto en el Billboard Hot 100 Airplay como en las listas de pop de Radio & Records, poniendo fin a la racha de números uno consecutivos de Carey en esta última lista, donde sus diez sencillos previos habían alcanzado el primer puesto. Además, llegó al número tres en la lista Hot 100 Singles Sales. La RIAA certificó la pieza como platino, con 600 000 copias vendidas en el país.
«Without You» sigue siendo el mayor éxito de Carey en Europa. En el Reino Unido, donde aún no había logrado un número uno, la pista debutó directamente en la cima de las listas y permaneció allí durante cuatro semanas, finalizando como el séptimo sencillo más vendido de 1994 en el país. Además, Carey logró un «Chart Double» en el Reino Unido, ya que tanto «Without You» como el álbum Music Box ocuparon simultáneamente el primer puesto. En el Reino Unido, «Without You» fue el único éxito número uno en solitario de Carey hasta 2020, cuando su tema «All I Want for Christmas Is You» alcanzó la cima. También compartió el número uno en 2000 con «Against All Odds», una colaboración con Westlife. «Without You» recibió certificación de platino en el Reino Unido, con ventas y reproducciones combinadas de 600 000. Fue un éxito rotundo en Europa, encabezando el European Hot 100 Singles durante dos semanas. La canción lideró las listas durante diez semanas en Suiza; ocho semanas en Austria y Suecia; siete semanas en Bélgica; cinco semanas en Irlanda, Polonia y los Países Bajos; cuatro semanas en Alemania e Islandia; y dos semanas en Escocia, donde Carey había tenido un éxito limitado previamente. Además, alcanzó el número dos en Francia y Dinamarca; el número tres en Noruega; y el número cuatro en Lituania. «Without You» fue certificada como platino en Alemania y Austria por IFPI, y como oro en Francia por SNEP.

### Crítica
El Aberdeen Press and Journal de Escocia describió la canción como «inspiradora». Billboard escribió: «Carey ofrece una interpretación fiel de esta eternamente dulce balada pop», añadiendo que «el arreglo de la pieza está impregnado con todo el romance y la intensidad necesarios, mientras Carey se eleva por encima de la mezcla con una interpretación más emotiva y valiente que acrobática». Troy J. Augusto, de Cash Box, la nombró Pick of the Week, señalando: «Afortunadamente, Carey ha aprendido la importante diferencia entre el control dinámico y el exceso sonoro, algo que nunca ha sido más evidente que aquí. Su reciente gira corta reveló a una Mariah ansiosa e insegura en vivo, pero esta canción, con su historia sobre la soledad de su infancia, convirtió a “Without You” en el clímax del espectáculo. Se espera una larga vida en las listas».
David Browne, de Entertainment Weekly, calificó la versión de Carey como «una reinterpretación mecánica del melancólico éxito de 1972 de Nilsson». John Kilgo, de The Network Forty, concluyó que «mostrando su dinámica amplitud vocal con poderosa emoción, Mariah triunfa nuevamente con su versión del éxito de Harry Nilsson». Un crítico de People Magazine destacó que «Carey adopta una sensualidad—en un registro más bajo—que a menudo sacrifica por sus fuegos artificiales vocales de "miren, sin manos"».
En una reseña retrospectiva de 2015, Pop Rescue afirmó que «Without You» le da a la intérprete «un amplio espacio para dejar que su voz alcance donde quiera», calificándola como «una pista épica y una muestra fantástica de su capacidad vocal». Stephen Holden, de Rolling Stone, la describió como «la contendiente más probable» entre baladas como «I Will Always Love You», elogiando cómo Carey «explora su registro más bajo y se acompaña de coros de apoyo (incluida ella misma) amplificados para sonar como un poderoso coro góspel». Mike Joyce, de The Washington Post, afirmó: «A diferencia de Nilsson, Carey tiene la potencia vocal necesaria para ejecutar esta angustiada aria pop».

## Posicionamiento en listas
| Listas (1994)                                           | Mejor posición |
| ------------------------------------------------------- | -------------- |
| Australia (ARIA)                                        | 3              |
| Austria (Ö3 Austria Top 40)                             | 1              |
| Bélgica (Flandes) (Ultratop 50)                         | 1              |
| Canadá (RPM Top Singles)                                | 4              |
| Canadá Retail Singles (The Record)                      | 2              |
| Canadá Contemporary Hit Radio (The Record)              | 3              |
| Canadá Pop Adult (The Record)                           | 1              |
| Chile (UPI)                                             | 7              |
| Dinamarca (Tracklisten)                                 | 2              |
| Europa (European Hot 100 Singles)                       | 1              |
| Europa Adult Contemporary (Music & Media)               | 3              |
| Europa Central Airplay (Music & Media)                  | 3              |
| Europa East Central Airplay (Music & Media)             | 1              |
| Europa North Airplay (Music & Media)                    | 4              |
| Europa Northwest Airplay (Music & Media)                | 2              |
| Europa South Airplay (Music & Media)                    | 5              |
| Europa Southwest Airplay (Music & Media)                | 6              |
| Europa West Airplay (Music & Media)                     | 5              |
| Europa West Central Airplay (Music & Media)             | 3              |
| Europa Hit Radio (Music & Media)                        | 2              |
| Finlandia (Suomen virallinen lista)                     | 17             |
| Francia (SNEP)                                          | 2              |
| Alemania (Offizielle Deutsche Charts)                   | 1              |
| Islandia (Íslenski Listinn Topp 40)                     | 1              |
| Irlanda (IRMA)                                          | 1              |
| Lituania (M-1)                                          | 4              |
| Países Bajos (Dutch Top 40)                             | 1              |
| Países Bajos (Mega Single Top 100)                      | 1              |
| Nueva Zelanda (Recorded Music NZ)                       | 1              |
| Noruega (VG-lista)                                      | 3              |
| Panamá (UPI)                                            | 2              |
| Polonia (LP3)                                           | 1              |
| Escocia (Scottish Singles Sales Chart)                  | 1              |
| Suecia (Sverigetopplistan)                              | 1              |
| Suiza (Schweizer Hitparade)                             | 1              |
| Reino Unido Airplay (Music Week)                        | 1              |
| Estados Unidos (Billboard Hot 100)                      | 3              |
| Estados Unidos (Adult Contemporary)                     | 4              |
| Estados Unidos Hot R&B Singles (Billboard)              | 7              |
| Estados Unidos (Mainstream Top 40)                      | 2              |
| Estados Unidos (Rhythmic)                               | 9              |
| Estados Unidos Top 100 Pop Singles (Cash Box)           | 1              |
| Estados Unidos Adult Contemporary (Gavin Report)        | 1              |
| Estados Unidos Top 40 (Gavin Report)                    | 1              |
| Estados Unidos Adult Contemporary (Radio & Records)     | 1              |
| Estados Unidos Contemporary Hit Radio (Radio & Records) | 2              |